# カトリック衣笠教会
カトリック衣笠教会は京都市北区にあるカトリック教会堂。

## 沿革

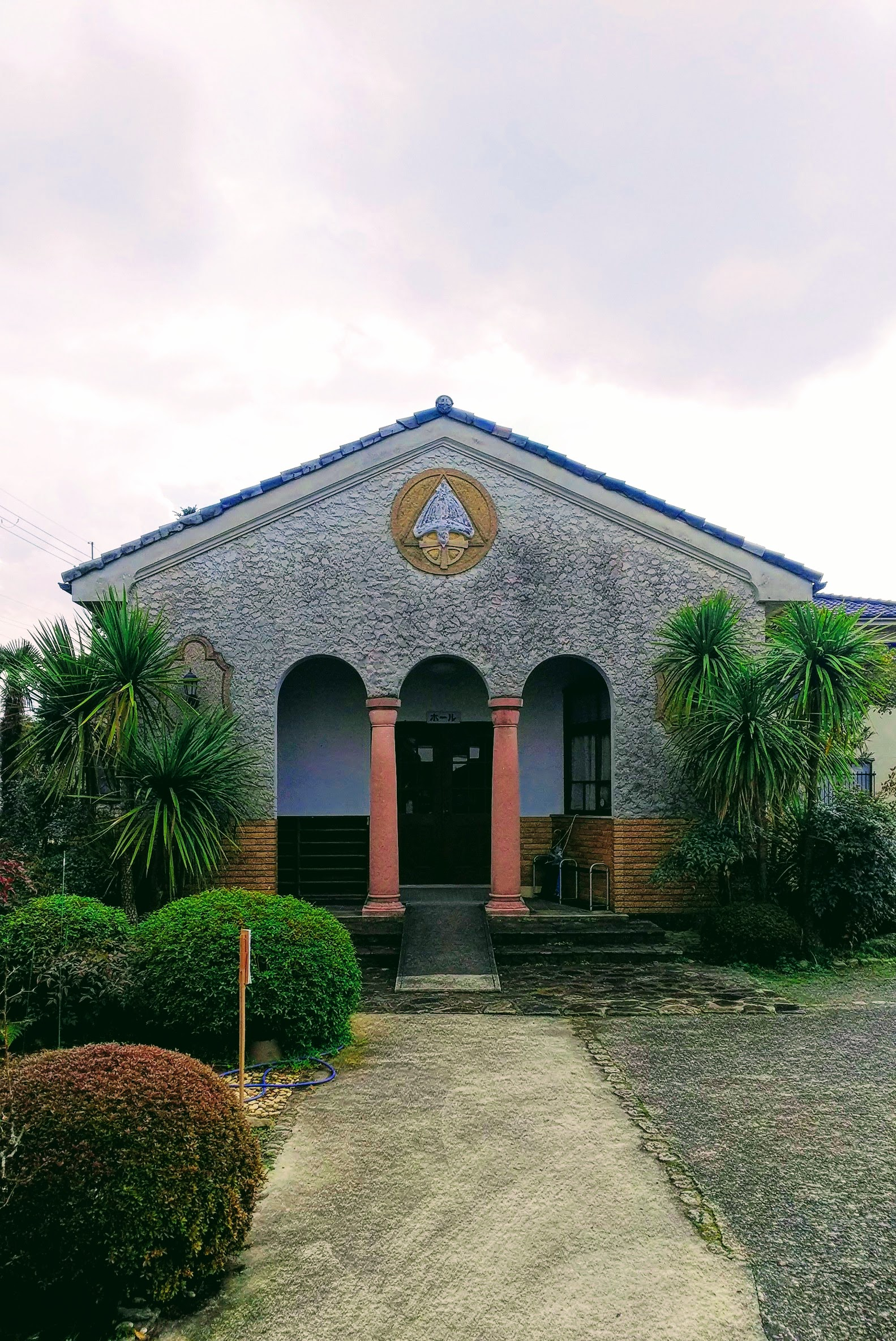
カトリック衣笠教会初代聖堂（現・ホール）

この教会は1950年1月9日、メリノール宣教会によって設立され、1952年、初代聖堂（現・ホール）が建立され、1958年12月3日、カトリックに帰依したモルガンお雪の尽力により2代目聖堂が建立され現在に至る。